# Actia tarsata
Actia tarsata là một loài ruồi trong họ Tachinidae.